# ماريا ماكان
ماريا ماكان (بالإنجليزية: Maria McCann)‏ (1956، ليفربول في المملكة المتحدة)؛ روائية بريطانية.